# Абд аль-Хакк II
Абд аль-Хакк II ибн Усман Абу Мухаммад, или Абд аль-Хакк II (1419 — 1465) — последний маринидский султан Марокко в 1420—1465 годах. Он был объявлен султаном в 1420 году при регентстве ваттасидского визиря и оставался номинальным султаном до свержения в ходе восстания 1465 года.

## Биография
Абд аль-Хакк был сыном султана Абу Саида Усмана III, который совершил безуспешную попытку отбить Сеуту у португальцев в 1419 году. Провал миссии привёл к хаосу в государстве Маринидов, кульминацией которого стал переворот в Фесе в 1420 году, в котором Абу Саид Усман III был убит. В то время его сыну и наследнику Абд аль-Хакку был всего один год. На трон появились и другие претенденты.
В то время губернатором Сале был Абу Закария Яхья аль-Ваттаси. Узнав о перевороте, он поспешил захватить контроль над королевским дворцом Феса, провозгласил сироту Абд аль-Хакка новым султаном, а себя — его регентом и визирем. Марокко быстро погрузился в анархию. К 1423 году регент Абу Закария аль-Ваттаси стал фактическим правителем государства.
Когда Абд аль-Хакк достиг совершеннолетия в 1437 году, Абу Закария отказался покинуть пост регента. В 1437 году португальская попытка воспользоваться спором и захватить Танжер оказалась безуспешной, что подняло моральный дух марокканцев и повысив престиж знатных шерифов, которые организовали оборону. Абу Закария сполна воспользовался победой, чтобы укрепить свою власть. Любая мысль об отмене регентства была забыта. В январе 1438 года под его руководством была обнаружена гробница Идриса II, основателя Феса и династии Идрисидов, и она стала важным местом для паломников.
Абу Закарию в 1448 году сменил его племянник Али ибн Юсуф, а его — сын Абу Закарии, Яхьи ибн Абу Закария, в 1458 году. Хотя Абд аль-Хакк номинально считался султаном, он не имел никакой власти.

## Марокканское восстание 1465 года
В 1459 году султан сформировал заговор, который позволил ему оттеснить Ваттасидов от власти. В ходе резни многие Ваттасиды были убиты, но некоторые смогли бежать на север.
В 1465 году в Фесе вспыхнуло народное восстание, движущей силой которого стали местные шерифы. Восстание ознаменовало конец 215-летнего правления Маринидов: шерифы объявили джихад новому еврейскому визирю Абд аль-Хакка Аарону бен Баташу. Восставшие ворвались во дворец и перерезали султану горло. Почти вся еврейская община Феса также была перебита. Восстание позволило Афонсу V наконец захватить Танжер.
После убийства Абд аль-Хакка Мухаммад ибн Имран, глава шерифов Феса, был провозглашён султаном, однако с этим не согласились сторонники Ваттасидов. Мухаммад был свергнут в 1472 году Ваттасидом Мухаммедом аш-Шейхом, уцелевшему в резне 1459 года.